# Дифференциалы высших порядков
Дифференциалом порядка n, где n > 1, от функции {\displaystyle z} в некоторой точке называется дифференциал в этой точке от дифференциала порядка (n — 1), то есть
{\displaystyle d^{n}z=d(d^{n-1}z)} .

## Дифференциал высшего порядка функции одной переменной
Для функции, зависящей от одной независимой переменной {\displaystyle z=f(x)} второй и третий дифференциалы выглядят так:
{\displaystyle d^{2}z=d(dz)=d(z'dx)=dz'dx=(z''dx)dx=z''dx^{2}},
{\displaystyle d^{3}z=d(d^{2}z)=d(z''dx^{2})=dz''dx^{2}=(z'''dx)dx^{2}=z'''dx^{3}}.
Отсюда можно вывести общий вид дифференциала n-го порядка от функции {\displaystyle z=f(x)}, при условии, что {\displaystyle x} — независимая переменная:
{\displaystyle d^{n}z=z^{(n)}dx^{n}}.
При вычислении дифференциалов высших порядков очень важно, что {\displaystyle dx} есть произвольное и не зависящее от {\displaystyle x} , которое при дифференцировании по {\displaystyle x} следует рассматривать как постоянный множитель. Если {\displaystyle x} не является независимой переменной, то дифференциал будет другим (см. ниже).

## Дифференциал высшего порядка функции нескольких переменных
Если функция {\displaystyle z=f(x,y)} имеет непрерывные частные производные второго порядка, то дифференциал второго порядка определяется так: {\displaystyle d^{2}z=d(dz)}.
{\displaystyle d^{2}z=d\left({\frac {\partial z}{\partial x}}dx+{\frac {\partial z}{\partial y}}dy\right)=\left({\frac {\partial z}{\partial x}}dx+{\frac {\partial z}{\partial y}}dy\right)'_{x}dx+\left({\frac {\partial z}{\partial x}}dx+{\frac {\partial z}{\partial y}}dy\right)'_{y}dy=}
{\displaystyle =\left({\frac {\partial ^{2}z}{\partial x^{2}}}dx+{\frac {\partial ^{2}z}{\partial y\partial x}}dy\right)dx+\left({\frac {\partial ^{2}z}{\partial x\partial y}}dx+{\frac {\partial ^{2}z}{\partial y^{2}}}dy\right)dy}
{\displaystyle d^{2}z={\frac {\partial ^{2}z}{\partial x^{2}}}dx^{2}+2{\frac {\partial ^{2}z}{\partial x\partial y}}dxdy+{\frac {\partial ^{2}z}{\partial y^{2}}}dy^{2}}
{\displaystyle d^{2}z=\left({\frac {\partial }{\partial x}}dx+{\frac {\partial }{\partial y}}dy\right)^{2}z}
Символически общий вид дифференциала n-го порядка от функции
{\displaystyle z=f(x_{1},...,x_{r})} выглядит следующим образом:

{\displaystyle d^{n}z=\left({\frac {\partial }{\partial x_{1}}}dx_{1}+{\frac {\partial }{\partial x_{2}}}dx_{2}+...+{\frac {\partial }{\partial x_{r}}}dx_{r}\right)^{n}z}
где {\displaystyle z=f(x_{1},x_{2},...x_{r})}, а {\displaystyle dx_{1},...,dx_{r}} произвольные приращения независимых переменных {\displaystyle x_{1},...,x_{r}}. 

Приращения {\displaystyle dx_{1},...,dx_{r}} рассматриваются как постоянные и остаются одними и теми же при переходе от одного дифференциала к следующему.
Сложность выражения дифференциала возрастает с увеличением числа переменных.

## Неинвариантность дифференциалов высшего порядка
При {\displaystyle n\geqslant 2} {\displaystyle n}-й дифференциал не инвариантен (в отличие от инвариантности первого дифференциала), то есть выражение {\displaystyle d^{n}f} зависит, вообще говоря, от того, рассматривается ли переменная {\displaystyle x} как независимая, либо как некоторая промежуточная функция другого переменного, например, {\displaystyle x=\varphi (t)}.
Так, для независимой переменной {\displaystyle x} второй дифференциал, как было сказано выше, имеет вид:
{\displaystyle d^{2}z=z''(dx)^{2}}
Если же переменная {\displaystyle x} сама может зависеть от других переменных, то {\displaystyle d(dx)=d^{2}x\neq 0}. В этом случае формула для второго дифференциала будет иметь вид:
{\displaystyle d^{2}z=d(dz)=d(z'dx)=z''\,(dx)^{2}+z'd^{2}x}.
Аналогично, третий дифференциал примет вид:
{\displaystyle d^{3}z=z'''\,(dx)^{3}+3z''dx\,d^{2}x+z'd^{3}x}.
Для доказательства неинвариантности дифференциалов высшего порядка достаточно привести пример.
 При {\displaystyle n=2} и {\displaystyle y=f(x)=x^{3}} :
- если {\displaystyle x} — независимая переменная, то {\displaystyle d^{2}y=d^{2}f(x)=(x^{3})''(dx)^{2}=6x(dx)^{2}}
- если {\displaystyle x=\varphi (t)=t^{2}} и {\displaystyle dx=d\varphi (t)=\varphi '(t)dt=2tdt}
  1. {\displaystyle 6x(dx)^{2}=6t^{2}(2tdt)^{2}=\color {BrickRed}{24t^{4}(dt)^{2}}}
  2. при этом, {\displaystyle y=x^{3}=(t^{2})^{3}=t^{6}} и {\displaystyle d^{2}y=(t^{6})''(dt)^{2}=\color {BrickRed}{30t^{4}(dt)^{2}}}

С учётом зависимости {\displaystyle x=t^{2}}, уже второй дифференциал не обладает свойством инвариантности при замене переменной. Также не инвариантны дифференциалы порядков 3 и выше.

## Дополнения
- С помощью дифференциалов, функция {\displaystyle F}  при условии существования её {\displaystyle (n+1)} первых производных может быть представлена по формуле Тейлора:
  - для функции с одной переменной:
{\displaystyle {\mathcal {4}}F(x_{0})=dF(x_{0})+{\frac {d^{2}F(x_{0})}{2!}}+...+{\frac {d^{n}F(x_{0})}{n!}}+{\frac {d^{n+1}F(x_{0}+\theta {\mathcal {4}}x)}{(n+1)!}}} , {\displaystyle (0<\theta <1)};
  - для функции с несколькими переменными:
{\displaystyle {\mathcal {4}}F(x_{0},y_{0})=dF(x_{0},y_{0})+{\frac {d^{2}F(x_{0},y_{0})}{2!}}+...+{\frac {d^{n}F(x_{0},y_{0})}{n!}}+{\frac {d^{n+1}F(x_{0}+\theta {\mathcal {4}}x,y_{0}+\theta {\mathcal {4}}y)}{(n+1)!}}} , {\displaystyle (0<\theta <1)}
- Если первый дифференциал равен нулю, а второй дифференциал функции {\displaystyle f(x_{1},...,x_{n})} является положительно определённым[англ.] (отрицательно определённым), то точка {\displaystyle (x_{1},...,x_{n})} является точкой строгого минимума (соответственно строгого максимума); если же второй дифференциал функции {\displaystyle f(x_{1},...,x_{n})} является неопределённым, то в точке {\displaystyle (x_{1},...,x_{n})} нет экстремума.